# Марк Шоволтер
Марк Роберт Шоволтер (англ. Mark Robert Showalter, нар. 5 грудня 1957 р.) — старший дослідник Інституту SETI, першовідкривач шести супутників і трьох планетних кілець. Він є головним дослідником NASA Planetary Data System Rings Node, співдослідником місії Кассіні-Гюйгенса на Сатурн і тісно співпрацює з місією New Horizons на Плутон.

## Біографія
Шоуолтер народився в Абінгтоні в штаті Пенсильванія. У дитинстві йому подобалося гратися з іграшками на наукову тематику. Підлітком він косив газони, щоб придбати телескоп. У 1979 році він здобув ступінь бакалавра в Оберлінському коледжі. Спочатку він вагався, чи продовжувати наукову кар’єру після закінчення бакалаврату, але прийняв остаточне рішення, побачивши зображення Юпітера, надіслані на Землю «Вояджером-2».
Шоволтер здобув ступінь магістра з астрономії в Корнелльському університеті в 1982 році та ступінь доктора філософії в Корнелльському університеті в 1985 році. Його дисертація була присвячена системі кілець Юпітера, в якій він відкрив нове «павутинне кільце».
У 1990 році, використовуючи дані «Вояджера» десятирічної давнини, Шоуолтер відкрив Пан, вісімнадцятий і внутрішній супутник Сатурна. Він обертається всередині щілини Енке та утримує її відкритою, працюючи як супутник-пастух.
У 2003 році Шоволтер і Джек Ліссауер виявили два нових супутника Урана (Маб і Купідон) на зображеннях космічного телескопа Габбла. У 2006 році вони оголосили про відкриття на тих саме фотографіях двох дуже слабких кілець Урана, які назвали кільцями μ і ν.
У 2010 році Шоуолтер виявив, що спіральні вертикальні нерівності в кільцях Юпітера були спричинені ударом комети Шумейкерів — Леві 9 у липні 1994 року. Другий менший набір нерівностей, ймовірно, відповідає невідомому удару на початку 1990 року. Шоуволтер і його співдослідники також знайшли подібні спіральні візерунки в кільці D Сатурна.
Шоуолтер допоміг команді New Horizons визначити, з якими небезпеками зіткнеться космічний корабель під час прольоту поблизу Плутона. Пошуки слабких пилових кілець Плутона за допомогою космічного телескопа Габбла у 2011 році привели до відкриття четвертого супутника Плутона Кербероса. Працюючи з командою New Horizons, Шоволтер знайшов п'ятий супутник Стікс у липні 2012 року.
15 липня 2013 року команда астрономів під керівництвом Шоуолтера виявила раніше невідомий чотирнадцятий супутник Нептуна на зображеннях, зроблених космічним телескопом Габбла з 2004 по 2009 рік. Цей супутник діаметром близько 35 км пізніше отримав назву Гіппокамп.

## Відзнаки
- Премія Гарольда Мазурського за заслуги в планетології (2021)[23].
- На честь науковця названий астероїд 18499 Шоволтер[fr].

## Особисте життя
Шоуолтер — цікавиться аквалангізмом і фотографією. Одружений з Френком Єлліном. Подружжя живе в Каліфорнії.